# Pulvinaria bigeloviae
Pulvinaria bigeloviae är en insektsart som beskrevs av Cockerell 1893. Pulvinaria bigeloviae ingår i släktet Pulvinaria och familjen skålsköldlöss. Inga underarter finns listade i Catalogue of Life.